# Rupert Becker
Gotthelf Wilhelm Rupert Becker (* 20. April 1759 in Dresden; † 14. Februar 1823 ebenda) war ein deutscher Schriftsteller und Jurist.

## Leben und Wirken
Er war der Sohn von Ernst Gotthelf Becker, ein in Berlin tätiger Hofrat und Geheimer Referendarius. Nach dem Schulbesuch in Meißen studierte er Rechtswissenschaften an der Universität Leipzig und wurde 1795 Sekretär an der Geheimen Kriegskanzlei in Dresden. 1808 erfolgte seine Ernennung zum Ersten Kriegskommissar und 1815 wurde er zum Geheimen Kriegsrat ernannt. Er verfasste eigene Gedichte und publizierte mehrere Monographien.

## Schriften (Auswahl)
- Schauspiele nach spanischen Plänen bearbeitet. Dresden und Leipzig 1783.
- Begebenheiten aus dem gesellschaftlichen Leben. Berlin 1786.
- Späne aus der Werkstatt Meister Sachsens. Leipzig 1793.
- Die Familie Wasa. Leipzig 1794.
- Karl der Kühne. Herzog von Burgund. Eine Biographie. Wien, Neuburg und Aarnheim, o. J. [um 1795]